# Manuel Tamayo Castro
Manuel Tamayo Castro (Madrid, 1917 - Madrid, 18 de setembre de 1977) va ser un escriptor, guionista i director de cinema espanyol.

## Biografia
Era renebot del dramaturg Manuel Tamayo y Baus i net de l'actor Victorino Tamayo. El seu treball com a guionista cinematogràfic es va iniciar en 1941 amb Primer amor, de Claudio de la Torre, una adaptació de Ivan Turguénev. En 1942 va ser contractat per la productora Cifesa i més tard per la productora catalana Emisora Films i va intervenir en uns quants guions, al principi en col·laboració amb un altre important guionista de llavors, Alfredo Echegaray (Madrid, 1918 - Madrid, 1958), renebot del famós premi Nobel, i després només o en col·laboració amb Juli Coll i Claramunt i altres autors.
Entre 1947 i 1950 Manuel Tamayo va dirigir tres pel·lícules: Leyenda de Navidad (1947), El hombre de mundo (1949) i Un soltero difícil (1950), de les quals també va elaborar els guions; va tornar després a la seva dedicació exclusiva com a guionista, treballant fins a 1971 per a cintes dirigides per Juan de Orduña, Ladislao Vajda, Francesc Rovira-Beleta, José Antonio Nieves Conde, José María Forqué, Ramón Torrado, José Gutiérrez Maesso, Luis Lucia Mingarro, Luis César Amadori, Rafael Gil, Florián Rey, Pedro Lazaga, Antonio Fernández-Román, Manuel Mur Oti, Ignacio Iquino, Antoni Monplet i Guerra, Julio Salvador, José López Rubio, Josep Maria Castellví i Marimon, Fernando Delgado, Claudio de la Torre, Alejandro Ulloa, Jerónimo Mihura, Gilberto Martínez Solares, Carlos Schlieper, Renato dall'Ara i León Klimovsky, participant en almenys 61 guions de cinema i televisió, i segons uns altres més de vuitanta. Un sector bastant ampli de la seva producció va consistir en adaptacions de sarsueles (La revoltosa, El huésped del sevillano, Bohemios) o de narradors o dramaturgs clàssics de la literatura sobretot espanyola, però també estrangera (Charles Dickens, Ivan Turguénev, Pío Baroja, Ricardo Baroja, Vicente Blasco Ibáñez, Armando Palacio Valdés, Ventura de la Vega, Pedro Calderón de la Barca, Ricardo León, Rafael López de Haro, Elena Quiroga, Carmen de Icaza, Víctor Balaguer, Juan Aguilar Catena, José López Rubio, Antonio Quintero…). Fins i tot es va acostar al documental, amb el polèmic España debe saber (1977), dirigit per Eduardo Manzanos i estrenat l'any de la seva mort, on s'aborda el passat franquista i la incipient transició.
Destaquen els seus treballs per a Tarde de toros (1956) de Ladislao Vajda, El batallón de las sombras (1957), de Manuel Mur Oti i ¿Dónde vas, Alfonso XII? (1958) de Luis César Amadori.
Va estar casat amb Pilar Fortuny Company, de la qual no va tenir fills, i va ser conseller i director de la secció de Cinematografia i TV de la SGAE, secretari del Montepío de Autores i vocal del Consell Superior de Cinematografia.